# ماوریسیو آلفارو
ماوریسیو آلفارو (اسپانیایی: Mauricio Alfaro‎؛ زادهٔ ۱۳ فوریهٔ ۱۹۵۶) بازیکن سابق و مربی فوتبال اهل السالوادور است.
از باشگاه‌هایی که در آن بازی کرده‌است می‌توان به باشگاه فوتبال فاس و باشگاه فوتبال آلیانسا اشاره کرد.
وی همچنین در تیم ملی فوتبال السالوادور بازی کرده‌است.